# Лукімське поселення
Лукімське поселення — городище новокам'яної доби розташоване за 1 км на південь від села Лукім'я Оржицького району на піщаному підвищенні в заплаві правого берега річки Сули, в урочищі Романове.
Виявлене 1978 року, проведені розкопки 1979 року під керівництвом В. І. Неприни. Розкопано площу 152 м².
Виділено два неолітичні шари (4—3 тисячоліття до Р. Х.), що містили кераміку з ямко-накільчатим і гребінцево-накільчатим візерунком. Тут були виявлені наземні житла і вогнища зі скупченням кераміки, крем'яних виробів та господарними ямами.